# 多徹斯特縣 (馬里蘭州)
多徹斯特县（英語：Dorchester County）是美國馬里蘭州東部的一個縣，東鄰特拉華州，西面切薩皮克灣。面積2,546平方公里。根據美國2000年人口普查，共有人口30,674人。縣治劍橋 (Cambridge)。
最早的文獻紀錄始於1669年2月16日。縣名紀念當地領主卡爾弗特家族的友人多塞特伯爵。